# Журба, Сергей Николаевич
Сергей Николаевич Журба (14 марта 1987, Киев, Украинская ССР) — украинский мини-футболист, игрок футбольного клуба ХИТ (Киев). Лучший игрок чемпионата Украины в 2016 году.
Родился в Киеве. В детстве занимался в спортивной школе киевского «Динамо» на протяжении трёх лет. В тринадцать лет покинул «Динамо» и перешёл из футбола в футзал, вступив в детскую школу «Улисс», где занимался мини-футболом на протяжении 4—5 лет. С 2004 по 2006 годы выступал в первой и второй лигах чемпионата Украины.
В 2006 году перешёл в первый профессиональный клуб из Высшей лиги — луганский ЛТК, где провёл два с половиной года. За время выступлений в клубе получил вызов в молодёжную сборную страны, а в 2008 году дебютировал в национальной сборной. В первом же матче за сборную Журба забил в ворота сборной Парагвая мяч, который принёс сборной третье место в товарищеском турнире «Гран При IV», проходившем в Бразилии.
С 2009 по 2016 годы выступал за харьковский «Локомотив». В составе железнодорожников завоевал бронзовые и серебряные медали Экстра-лиги, позже стал трёхкратным чемпионом страны. Принимал участие в трёх розыгрышах Кубка УЕФА.
В 2016 году в связи с ухудшившимся финансовым положением в «Локомотиве» перешёл в киевский ХИТ. В составе киевской команды в 2016 году получил звание лучшего игрока чемпионата Украины.
Мастер спорта Украины. Женат.